# Formula Student
Formula Student — щорічне студентське змагання, яке проходить у Великій Британії. Команди з усього світу проектують, будують, тестують і змагаються на гоночних машинах класу Формула. У Формулі Студент використовується правила Формули SAE, однак з невеликими доповненнями.

## Визначення класів
На даний момент у Формулі Студент існує 2 класи гоночних болідів, однак до 2012 року їх було 4. Перед участю у змаганнях кожен болід проходить визначальну класифікацію.
Автомобілі оцінюються в різних статичних та динамічних дисциплінах, включаючи:
- проектування автомобіля;
- звіт про вартість;
- бізнес план;
- розгін;
- гонка на витривалість;
- економію палива;

### Клас 1
Даний клас схожий на боліди для змагань типу SAE і має схожі з ним критерії. Команда повинна надати гоночний автомобіль, спроектований і виготовлений студентами виключно для змагань подібного виду, а також показати на гонці і на інших динамічних випробуваннях, що автомобіль в робочому стані. Командам заборонено виставляти торішні автомобілі. Це було дозволено тільки в класі 1А.

### Клас 1А (до 2012 року)
У цьому класі виступали автомобілі з альтернативним паливом, оскільки приділялася особлива увагу впливу гоночних машин на навколишнє середовище. Плюсом класу 1А була можливість використання торішнього боліда, що дозволяло команді зосереджуватися на інших частинах змагання, а не на проектуванні нових елементів авто. Машини 1А класу оцінювалися за такими ж критеріями як і клас 1, однак замість звіту про вартість, команда надавала аналіз автомобіля в гонці на витривалість, а так само приділялася увага до виміру розмірів. Команди класу 1А змагалися і отримували бали незалежно від класу 1. Але, починаючи з 2012 року, автомобілі з нафтовим і альтернативним паливом змагаються разом, в класі 1.

### Клас 2
У цьому класі змагаються команди, у яких є тільки проект автомобіля класу 1. Також вони можуть надати частину виконаної роботи по автомобілю, але це не вважається обов'язковим. Очки вони отримують лише за статичні дисципліни. Університети можуть подати заявки відразу в два класи (клас 1 і клас 2), як правило представниками другого класу є студенти, які недавно прийшли в команду, і там вони отримують навички та досвід, необхідні для вступу і роботи в класі 1.

### Клас 2А (до 2012 року)
У даному класі брали участь команди, задача яких була схожа з задачею до класу 2: спроектувати автомобіль класу 1А, підготувати презентацію проекту, звіт про вартість автомобіля і бізнес-план. Як і в класі 2, споруда боліда або окремих деталей необов'язкова. Університети могли подавати заявки відразу в два класи (клас 1А і клас 2А), що дозволяло недосвідченим студентам придбати навички та практику для майбутньої роботи в класі 1А.

## Оцінювання
Автомобілі оцінюються провідними фахівцями за наступними критеріями:

### Статичні випробування
- Інженерне проектування (150 балів);
- Вартість і Аналіз автомобіля (100 балів);
- Презентація бізнес-плану (75 балів);
- Технічна інспекція включає в себе 6 тестів: безпека, шасі, шум, стійкість, гальмування і скутенірінг (без балів);

### Динамічні випробування
- Тест на маневреність (вісімка) (50баллов);
- 1 км Автокрос / Спринт (150 балів);
- 75 м прискорення (75 балів);
- 22 км гонка витривалість (300 балів) і економія палива (100 балів);

Переможцем змагання стає команда з найбільшою кількістю балів. Максимально можлива кількість 1 000 балів.

## Місце проведення
Перші змагання пройшли на випробувальному полігоні Motor Industry Research Association (MIRA). Далі з 1999 по 2001 гонки проводилися в національному виставковому центрі Бірмінгема. У 2002–2006 рр. господарем змагання стала картингова траса Брантінгтхорп. У 2007 році змагання переїхало в Сільверстоун: ще довгий час динамічні випробування проводилися на поворотах Бруклендс і Лаффілд. Тільки в 2012 році для цього почали використовувати поворот Коупс і піт-стрейт.